# Tigny-Noyelle
Tigny-Noyelle é uma comuna francesa na região administrativa de Altos da França, no departamento de Pas-de-Calais. Estende-se por uma área de 6,76 km². Em 2010 a comuna tinha 174 habitantes (densidade: 25,7 hab./km²).